# سایوز۱۱
سایوز ۱۱ (به روسی: Союз ۱۱) (به معنی اتحاد ۱۱) نخستین و تنها مأموریت انسانی بود که به مقصد ایستگاه فضایی سالیوت ۱ انجام شد و به واسطهٔ آن افراد وارد ایستگاه فضایی شدند (با وجود اینکه سایوز ۱۰ موفق به پهلو گرفتن در ایستگاه فضایی شده بود، اما نتوانست فضانوردان را به علت مشکلاتی در چفت‌شدن با ایستگاه فضایی در آن پیاده کند).
سایوز ۱۱ در ۷ ژوئن ۱۹۷۱ به ایستگاه فضایی رسید و در ۳۰ ژوئن آن را ترک کرد. با این وجود مأموریت برگشت به فاجعهٔ سایوز ۱۱ منجر شد که در آن فشار کپسول سرنشینان هنگام آماده‌شدن برای بازگشت به زمین از دست رفت و به مرگ سه خدمهٔ آن انجامید. سرنشینان سایوز ۱۱ ولادیسلاف وولکوف، گئورگی دوبروولسکی و ویکتور پاتسایف بودند. این سه فضانورد، تنها انسان‌هایی هستند که در خارج از جو زمین جان خود را از دست داده‌اند (بقیه سوانح منجر به مرگ فضانوردان در جو زمین اتفاق افتاده‌اند).

## نکات مهم مأموریت
پرتاب سایوز ۱۱ در ۷ ژوئن ۱۹۷۱ از پایگاه فضایی بایکونور در جمهوری سوسیالیستی قزاقستان شوروی انجام شد. سرنشینان موفق شدند ۲۲ روز در ایستگاه فضایی بمانند که رکوردی بود که تا زمان مأموریت اسکای‌لب ۲ در مه تا ژوئن ۱۹۷۳ که توسط آمریکا انجام شد باقی ماند.
در زمان ورود به ایستگاه فضایی فضانوردان با هوایی دودآلود مواجه شدند که در پی آن مجبور به تعویض بخشی از سیستم تهویه شدند و تا صاف شدن هوا یک روز را در سایوز گذراندند. خدمه در مدت حضورشان در سالیوت با زمین ارتباط زندهٔ تلویزیونی داشتند. در روز یازدهم، حریقی در سالیوت رخ داد که طراحان مأموریت را به فکر ترک زودهنگام ایستگاه انداخت. یکی از اهداف مأموریت مشاهدهٔ پرتاب راکت ان۱ بود که پرتاب آن به تأخیر افتاد.
در این مأموریت مشخص شد که هنگام استفادهٔ سرنشینان ایستگاه از تردمیلهای داخل آن که باید مطابق برنامه دو بار در روز انجام می‌شد منجر به لرزش کل ایستگاه می‌شود.
در طول مأموریت پراودا اخبار آن را به‌طور منظم گزارش می‌کرد.

## مرگ خدمه
ورود به جوِ سایوز ۱۱ نرمال گزارش شده بود اما پس از بازکردن کپسول تیم بازیابی سرنشینان را در حالی یافت که جان خود را از دست داده بودند. تماس صوتی سایوز با تیم روی زمین پیش از ورود به جو قطع شده بود. گزارش شده است که روی صورت سرنشینان کبودی و در بینی و گوش‌هایشان خون‌ریزی مشاهده شد. بدن دوبروولسکی هنوز گرم بوده است و به همین خاطر پزشکان به او تنفس مصنوعی می‌دهند که مؤثر نبود. علت مرگ خفگی گزارش شد.
پس از بررسی بیشتر مشخص شد که علت بروز آسفیکسی در خدمه عملکرد نادرست یکی از شیرهای کپسول بوده است که باعث از دست رفتن فشار داخل آن شده. این اتفاق در ۱۶۸ کیلومتری زمین باعث مرگ خدمه در طول چندین ثانیه شده است. از آنجایی که شیر مربوط در زیر صندلی‌ها تعبیه شده بوده سرنشینان فرصت کافی برای بستن آن پیش از دست رفتن هوای تنفسی‌شان را نداشته‌اند. جسد پاتسایف نزدیک به همان شیر پیدا شد و احتمال دارد او تلاش کرده باشد شیر را ببندد یا جلوی نشت را بگیرد اما هوشیاری خود را از دست می‌دهد. داده‌های ثبت شده از حسگرهای حیاتی فضانوردان نشان از ایست قلبی در ۴۰ ثانیه پس از بین رفتن فشار داخل کپسول داشت. صفر ماندن فشار داخل کابین تا زمان بازگشت به جو زمین ادامه داشته است.
بررسی‌ها نشان داد که پوستهٔ کپسول هیچ صدمه‌ای ندیده است و هیچ ترک و پارگی‌ای در آن وجود ندارد. کالبد شکافی علت مرگ کیهان‌نوردان را خون‌ریزی رگ‌های مغزی آن‌ها تشخیص داد که در نتیجهٔ تبخیر اکسیژن و نیتروژن موجود در خون آن‌ها بر اثر فشار پایین رخ داده است. در خون آن‌ها مقادیر زیادی اسید لاکتیک دیده شد که نشان از استرس شدید و ترس در لحظات پایانی زندگی‌شان دارد. با وجود اینکه امکان دارد آن‌ها تا حدود ۱ دقیقه پس از شروع کاهش فشار هوشیار مانده باشند، اما تنها ۲۰ ثانیه پس از کمبود اکسیژن کنترل بر اعضای بدن خود را از دست داده‌اند.
الکسی لئونوف که قرار بود فرماندهٔ سایوز باشد اما به علت مشکوک بودن به بیماری سل به این مأموریت نرسیده بود، در زمان شبیه‌سازی‌های سایوز کیهان‌نوردان را به بستن دستی شیرها توصیه کرده بود زیرا به عملکرد صحیح خودکار آن‌ها مشکوک بود. اما در هر صورت آن‌ها یا این توصیه را نادیده گرفتند یا اینکه در میان دستورالعمل‌های مختلفی که پیش رو داشته‌اند فراموش کردند. پس از فرود نافرجام، لئونوف شخصاً به سایوز رفت و تلاش کرد که شیر را دستی ببندند و مشخص شد که این کار تنها ۱ دقیقه زمان می‌برده است، اما این کار در شرایط سخت سقوط و در سرعتی نزدیک به سرعت صوت ناممکن بوده است.

## رویدادهای پس از حادثه

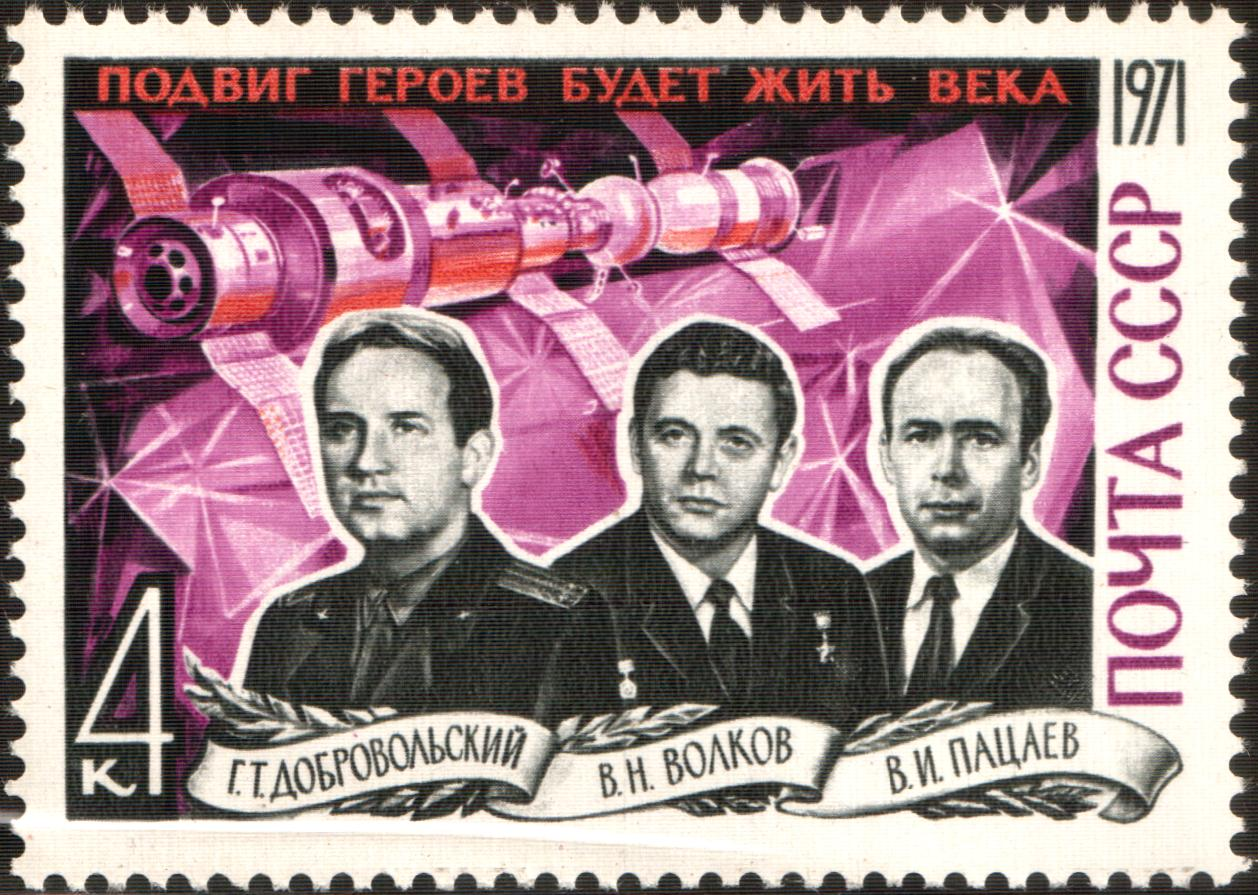
تمبر یادبود فضانوردان سایوز ۱۱

رسانه‌های شوروی تلاش کردند بیشتر روی دست‌آوردهای مأموریت تمرکز کنند و کمتر به سرانجام تلخ آن بپردازند. آن‌ها علت اصلی مرگ را گزارش نکردند و به همین علت طراحان برنامهٔ فضایی اسکای‌لب آمریکا نگران این بودند که شاید شرایط بی‌وزنی دراز مدت باعث مرگ بوده است. اما این فرضیه رد شد. فیلمی که بعدها از حالت محرمانه خارج شد نشان داد که برای کیهان‌نوردان احیای قلبی ریوی انجام شده است.
فضانوردان سایوز ۱۱ در آرامگاه دیوار کرملین در میدان سرخ و در کنار مقبرهٔ یوری گاگارین دفن شدند و مدال قهرمان اتحاد شوروی به آن‌ها تعلق گرفت. سه دهانهٔ ماه به نام‌های پتساو، ولکوف و دبرول‌سکی به یاد آن‌ها نامگذاری شد.
ریچارد نیکسون رئیس‌جمهور وقت آمریکا در پیامی رسمی ابراز همدردی مردم آمریکا را بیان کرد.
در محل فرود کپسول سایوز ۱۱ در مختصات ۴۷°۲۱′۲۴″شمالی ۷۰°۰۷′۱۷″شرقی / ۴۷٫۳۵۶۶۳°شمالی ۷۰٫۱۲۱۴۲°شرقی یک محوطهٔ یادبود ساخته شده است.

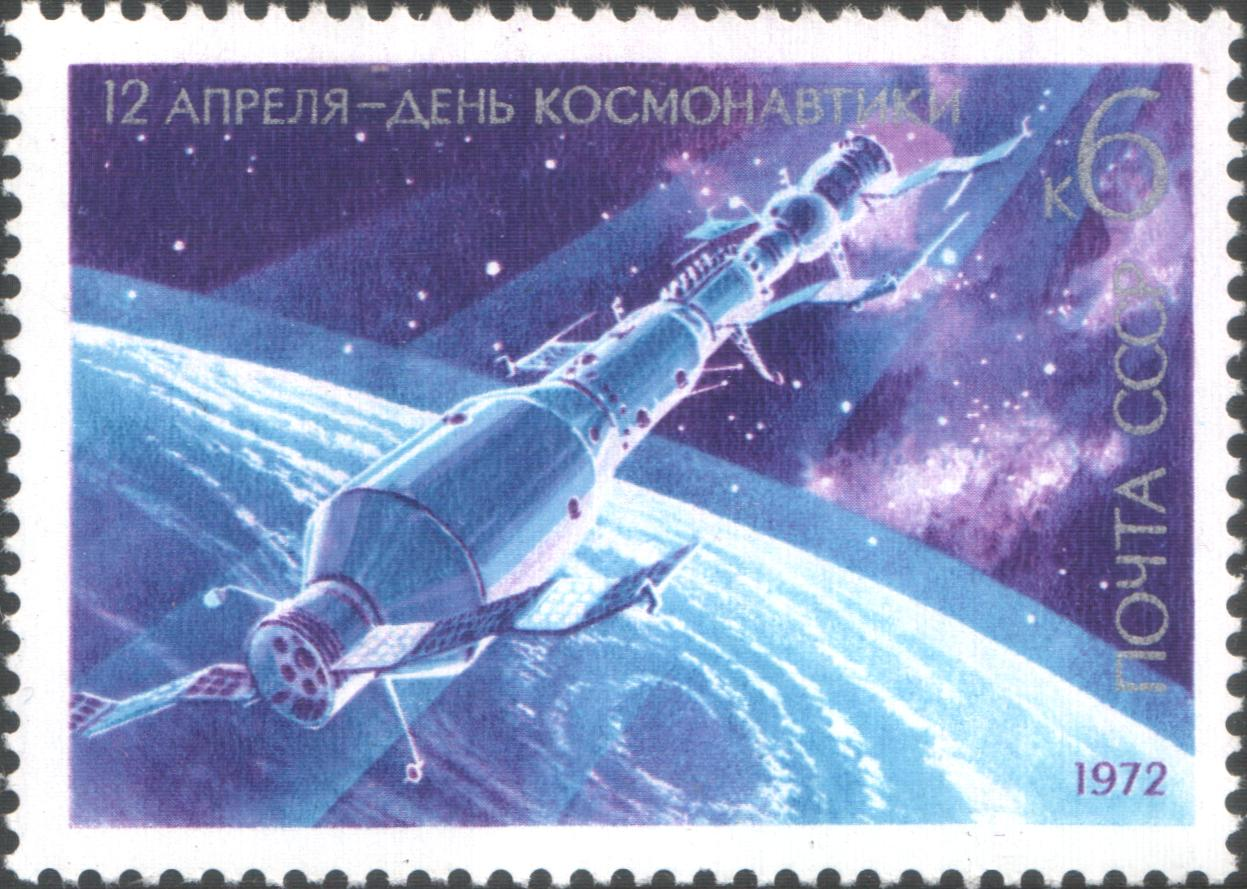
تصویر اتصال سایوز-۱۱ و سالیوت-۱ در تمبرهای شوروی

در مأموریت‌های ناوهای کیهانی سایوز ۱ تا ۱۱، جز در موارد ضروری مانند راهپیمایی‌های فضایی از لباس فضایی استفاده نمی‌شد. پس از فاجعهٔ سایوز ۱۱، در سایوزهای ۱۲ تا ۴۰ با حذف یک صندلی، استفاده از لباس فضایی در شرایط ویژه و اضطراری ممکن شد. با پیشرفت فناوری، در سایوز-تی تعداد سرنشینان دوباره به ۳ نفر افزایش یافت که در آن هر سه می‌توانستند از لباس فضایی استفاده کنند.